# Anchuelo
Anchuelo est une commune d’Espagne, dans la communauté autonome de Madrid.